# Kruiswoorden

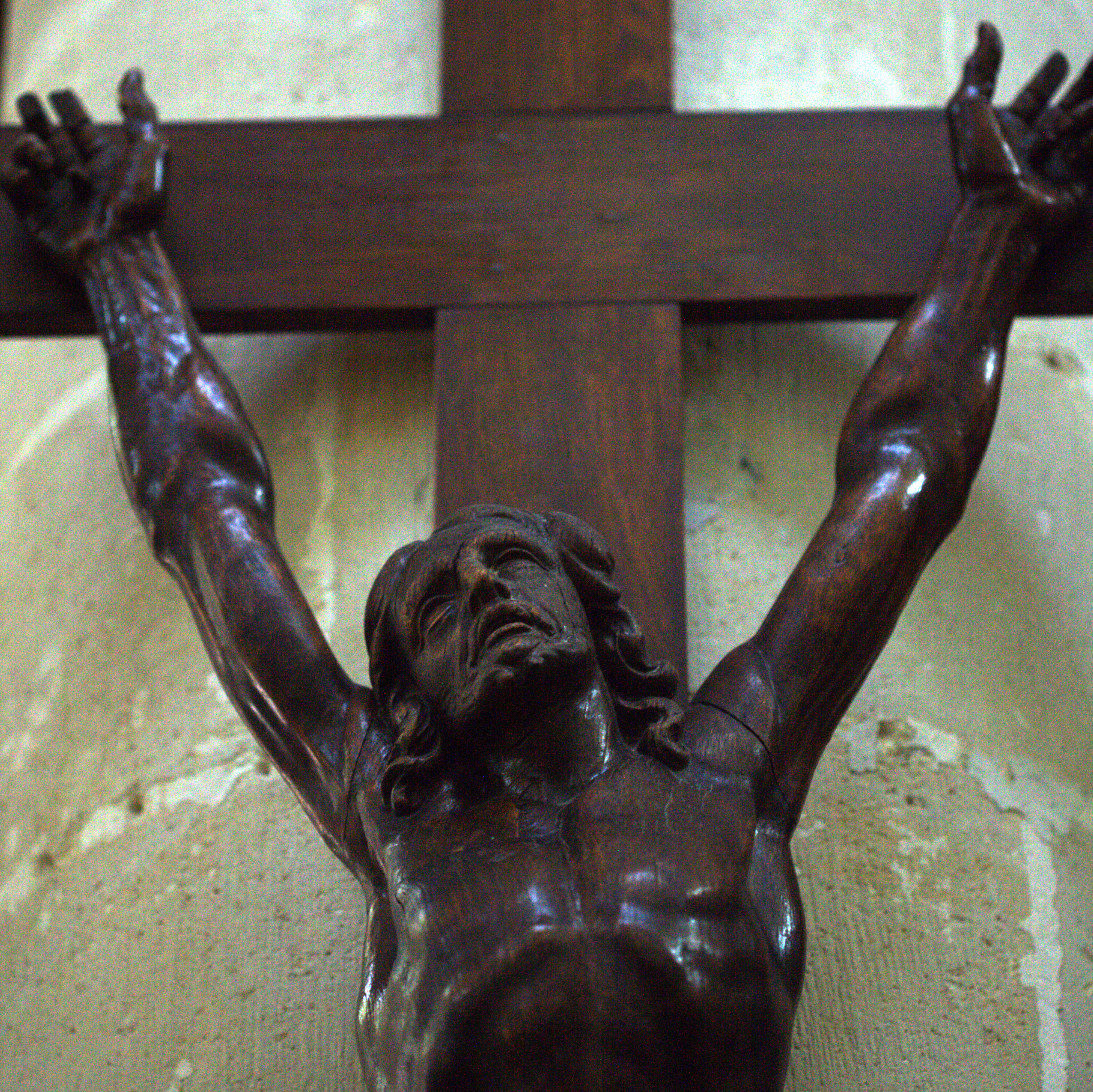
Kruisbeeld in Notre-Dame te Senlis

De kruiswoorden zijn de woorden die Jezus volgens de Bijbel sprak toen hij aan het kruis hing. In de vier Evangeliën wordt de kruisdood van Jezus vanuit interpretaties door vier verschillende personen besproken. Jezus spreekt hier in totaal zeven zinnen.

## Evangeliën

### Marcus en Matteüs
De kruiswoorden van Jezus staan in Matteüs 27:46 en vrijwel identiek in Marcus 15:34.
In Matteüs zijn de laatste woorden van Jezus: “Eli, Eli, lema sabachtani?”, en in Marcus: “Eloï, Eloï, lema sabachtani?” Dit betekent “Mijn God, mijn God, waarom hebt u mij verlaten?” Jezus citeerde hier uit Psalm 22:2, waarschijnlijk uit de  Targum (vertaling in het Aramees). Beide evangelisten geven de vertaling in het Grieks. De omstanders verstonden het verkeerd en dachten dat Jezus de profeet Elia riep.
In sommige vertalingen (onder andere Luther) staat “Lama asabthani” Dit berust op de Hebreeuwse psalmtekst.
Nadat Jezus “lema sabachtani” (Matteüs, Marcus) of “Ik heb dorst” (Johannes) zei, kreeg hij van een van de omstanders een in zure wijn gedrenkte spons op een stok om van te drinken. Volgens Matteüs 27:50 en Marcus 15:37 gaf Jezus voor hij stierf een luide schreeuw.

### Lucas
In het Evangelie volgens Lucas spreekt Jezus meer woorden aan het kruis. Deze teksten zijn te vinden in Lucas 23:34-46. Allereerst vraagt Jezus vergeving voor de personen die hem kruisigden: “Vader, vergeef hen, want ze weten niet wat ze doen.” Dit kruiswoord ontbreekt in sommige vroege handschriften van het Lucasevangelie, waaronder Papyrus 75, de Codex Sinaiticus, de Codex Vaticanus, de Codex Bezae, de Codex Washingtonianus en Unciaal 0124.
Vervolgens vergeeft Jezus de zonden van een van de misdadigers die met hem gekruisigd zijn, nadat hij aan het kruis zijn geloof belijdt: “Ik verzeker je: nog vandaag zul je met mij in het paradijs zijn.”
Als Jezus sterft, zegt Hij in het evangelie volgens Lucas zijn: “Vader, in uw handen leg ik mijn geest.” (Citaat uit Psalm 31:6)

### Johannes
In het Evangelie volgens Johannes zijn de kruiswoorden te vinden in hoofdstuk 19:26-30. In Johannes ligt het accent minder op het lijden van Jezus, maar meer op de Godheid van Jezus.  Johannes schrijft daarom kruiswoorden die in de andere evangeliën niet te vinden zijn.
Allereerst zorgt Jezus ervoor dat zijn moeder niet alleen achterblijft: Toen Jezus zijn moeder zag staan, en bij haar de leerling van wie hij veel hield, zei hij tegen zijn moeder: “Dat is uw zoon,” en daarna tegen de leerling: “Dat is je moeder.” Die leerling was Johannes zelf.
Daarna vraagt Jezus om wat te drinken. Toen wist Jezus dat alles was volbracht, en om de Schrift geheel in vervulling te laten gaan zei hij: “Ik heb dorst.”
Nadat Jezus wat gedronken heeft, zijn zijn laatste woorden “Het is volbracht”, wat een vertaling is van het Griekse woord “tetelestai” (een vervoeging van het teleoo), en dat ook zou kunnen worden vertaald met: Het doel is bereikt.

### Overzicht
Hoewel de kruiswoorden in de verschillende evangeliën verschillen, worden ze in het christendom vaak als bij elkaar horend behandeld. Traditioneel worden de kruiswoorden gelezen in de vastentijd, de Goede Week (de week tussen Palmzondag en Pasen) en Goede Vrijdag. De volgorde die meestal gebruikt wordt is:
|                                                                  | Matteüs | Marcus | Lucas | Johannes |      | Psalm |
| Vader, vergeef hen, want ze weten niet wat ze doen.              |         |        | 23:34 |          |      |       |
| Ik verzeker je: nog vandaag zul je met mij in het paradijs zijn. |         |        | 23:43 |          |      |       |
| Dat is uw zoon. Dat is je moeder.                                |         |        |       | 19:26-27 |      |       |
| Eli, Eli, lema sabachtani? Eloï, Eloï, lema sabachtani?          | 27:46   | 15:34  |       |          | 22:2 |       |
| Ik heb dorst.                                                    |         |        |       | 19:28    |      |       |
| Het is volbracht.                                                |         |        |       | 19:30    |      |       |
| Vader, in uw handen leg ik mijn geest.                           |         |        | 23:46 |          | 31:6 |       |

Bron: Nieuwe Bijbelvertaling

## Op muziek
De kruiswoorden vormen het thema van diverse klassieke muziekstukken:
- Die sieben Worte Jesu Christi am Kreuz (SWV 478) voor solostemmen, vijfstemmig koor en instrumenten (1645) van Heinrich Schütz
- Septem verba a Christo in cruce, ca. 1730-1735, van Pergolesi (1710-1736)
- Die sieben letzten Worte unseres Erlösers am Kreuze van Joseph Haydn
  - Orkest (Musica instrumentale sopra le 7 ultime parole del nostro Redentore in croce, ossiano 7 sonate con un’introduzione ed al fine un terremoto), Hob. XX/1 (1786-87)
  - Strijkkwartet (Musica instrumentale sopra le 7 ultime parole del nostro Redentore in croce … ridotte in quartetti) op. 51, Hob. III:50-56 (1787)
  - Klavier (1787)
  - Vier solisten en orkest Hob. XX/2 (oratoriumversie) (1795-96)
- Sieben Worte voor cello, bajan en strijkers (1982), van Sofia Goebaidoelina
- Die Sieben Worte Jesu am Kreuz (14 augustus 1859) voor orkest, koor en solisten van César Franck.

Ook worden de kruiswoorden aangehaald in het nummer Chop Suey van nu-metalband System Of A Down. Het nummer verwijst sterk naar het lijden van Jezus. In de bridge van dit nummer wordt achtereenvolgend gezongen 'Father, into your hands I commit my spirit' (Vader, in Uw handen beveel ik mijn geest) en 'Why have you forsaken me?' (Waarom hebt gij mij verlaten?).